# Паддио, Джеральд
Джеральд Джеймс Паддио (англ. Gerald Paddio; род. 21 апреля 1965, Лафейетт, Луизиана) — профессиональный баскетболист из США, который был выбран «Бостон Селектикс» в третьем раунде драфта NBA в 1988 году. Паддио играл в трех сезонах NBA в пяти разных командах — «Кливленд Кавальерс», «Сиэтл СуперСоникс», «Индиана Пэйсерс», «Нью-Йорк Никс» и «Вашингтон Буллетс».
За свою карьеру в NBA Паддио появился в 129 играх и набрал в общей сложности 715 очков. Его самый выдающийся год в качестве профессионального игрока был в сезоне NBA 1990-91 гг. в качестве члена «Кавальерс».

## Статистика

### Статистика в НБА
| Сезон                                                                                    | Команда   | Регулярный сезон | Регулярный сезон | Регулярный сезон | Регулярный сезон | Регулярный сезон | Регулярный сезон | Регулярный сезон | Регулярный сезон | Регулярный сезон | Регулярный сезон | Регулярный сезон | Серия плей-офф | Серия плей-офф | Серия плей-офф | Серия плей-офф | Серия плей-офф | Серия плей-офф | Серия плей-офф | Серия плей-офф | Серия плей-офф | Серия плей-офф | Серия плей-офф |
| Сезон                                                                                    | Команда   | GP               | GS               | MPG              | FG%              | 3P%              | FT%              | RPG              | APG              | SPG              | BPG              | PPG              | GP             | GS             | MPG            | FG%            | 3P%            | FT%            | RPG            | APG            | SPG            | BPG            | PPG            |
| ---------------------------------------------------------------------------------------- | --------- | ---------------- | ---------------- | ---------------- | ---------------- | ---------------- | ---------------- | ---------------- | ---------------- | ---------------- | ---------------- | ---------------- | -------------- | -------------- | -------------- | -------------- | -------------- | -------------- | -------------- | -------------- | -------------- | -------------- | -------------- |
| 1990/91                                                                                  | Кливленд  | 70               | 22               | 16,9             | 41,9             | 25,0             | 79,6             | 1,7              | 1,3              | 0,3              | 0,1              | 7,2              | Не участвовал  | Не участвовал  | Не участвовал  | Не участвовал  | Не участвовал  | Не участвовал  | Не участвовал  | Не участвовал  | Не участвовал  | Не участвовал  | Не участвовал  |
| 1992/93                                                                                  | Сиэтл     | 41               | 3                | 7,5              | 44,7             | 25,0             | 66,7             | 1,2              | 0,8              | 0,3              | 0,1              | 3,9              | 9              | 0              | 3,3            | 50,0           | 0,0            | -              | 0,3            | 0,4            | 0,2            | 0,1            | 1,6            |
| 1993/94                                                                                  | Индиана   | 7                | 1                | 7,9              | 39,1             | -                | 50,0             | 0,7              | 0,6              | 0,1              | 0,0              | 2,7              | Не участвовал  | Не участвовал  | Не участвовал  | Не участвовал  | Не участвовал  | Не участвовал  | Не участвовал  | Не участвовал  | Не участвовал  | Не участвовал  | Не участвовал  |
| 1993/94                                                                                  | Нью-Йорк  | 3                | 0                | 2,7              | 40,0             | -                | -                | 0,0              | 0,0              | 0,0              | 0,0              | 1,3              | Не участвовал  | Не участвовал  | Не участвовал  | Не участвовал  | Не участвовал  | Не участвовал  | Не участвовал  | Не участвовал  | Не участвовал  | Не участвовал  | Не участвовал  |
| 1993/94                                                                                  | Вашингтон | 8                | 0                | 9,3              | 34,4             | 0,0              | 57,1             | 1,4              | 0,9              | 0,4              | 0,0              | 3,8              | Не участвовал  | Не участвовал  | Не участвовал  | Не участвовал  | Не участвовал  | Не участвовал  | Не участвовал  | Не участвовал  | Не участвовал  | Не участвовал  | Не участвовал  |
|                                                                                          | Всего     | 129              | 26               | 12,6             | 42,1             | 24,2             | 74,6             | 1,4              | 1,0              | 0,3              | 0,1              | 5,5              | 9              | 0              | 3,3            | 50,0           | 0,0            | -              | 0,3            | 0,4            | 0,2            | 0,1            | 1,6            |
| Наведите курсор мыши на аббревиатуры в заголовке таблицы, чтобы прочесть их расшифровку. |           |                  |                  |                  |                  |                  |                  |                  |                  |                  |                  |                  |                |                |                |                |                |                |                |                |                |                |                |